# Voile de Manoppello
Le voile de Manoppello serait une image de Jésus-Christ imprimée sur un byssus, un voile de 17,5 × 24 cm, à l'origine plus grand. Cette relique d'origine inconnue est arrivée à Manoppello en 1506, apportée par un pèlerin inconnu, qui a disparu sans laisser de traces immédiatement après la livraison au père Giacomo Antonio Leonelli. Il est conservé dans la Basilica del Volto Santo (it) de Manoppello, dans les Abruzzes, à 25 km au sud-ouest de Pescara.
Benoît XVI a rendu visite au sanctuaire le 1er septembre 2006.

## Historique

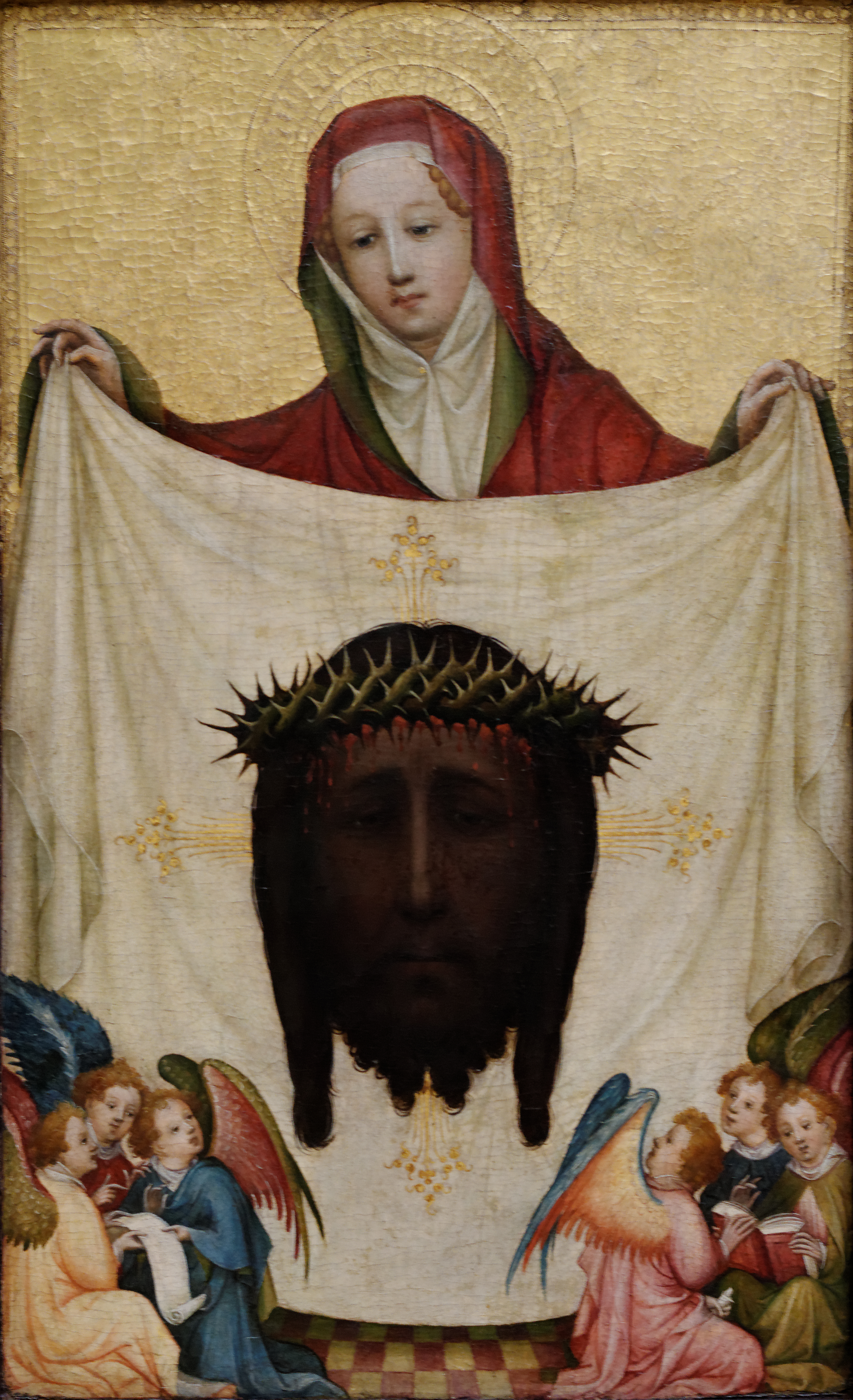
Sainte Véronique au Suaire, Maître de la Véronique, vers 1420.

En 1999, le jésuite Heinrich Pfeiffer déclara avoir découvert dans un monastère capucin le voile de Véronique, au lieu-dit Manoppello, en Italie. Dans une conférence de presse à Rome, il indiqua également que cet objet était gardé secrètement dans ce monastère en question depuis 1660 mais en réalité, Pfeiffer avait déjà mentionné le voile bien avant la date de sa découverte supposée en 1999,.
La tradition veut qu'en 1508, le docteur Leonelli obtint le voile d'un pèlerin anonyme, puis qu'il devint une possession de famille jusqu'en 1608, date à laquelle une héritière le vendit au notaire Donnantonino De Fabritiis pour payer la caution de son mari jeté en prison. En 1638, le Signor De Fabritiis cède le voile au monastère des capucins à Manoppello, qui le placent dans un cadre et l'exposent à la vénération des foules. Cette tradition a été documentée en partie dans la « Relatione historica » du père Donato da Bomba, composée entre 1640 et 1646, probablement pour légitimer a posteriori la présence de la relique dans le monastère et justifier sa disparition au Vatican.
Heinrich Pfeiffer propose sa théorie : le voile de Manoppello et celui dit de Véronique (appelé « veronica ») ne seraient qu'un et unique objet. Apparu à Jérusalem, il aurait transité par Éphèse, Camulia (en) puis la translation de la relique aurait eu lieu jusqu'à la chapelle du palais du Latran, et enfin dans la chapelle Véronique de la basilique Saint-Pierre de Rome. Volé au Vatican en 1506 ou lors du sac de Rome en 1527, le voile aurait été rapporté à Manoppello par Fernando de Alarcón. Selon André Chastel, il a été vendu dans une taverne de Rome par les pillards luthériens. Pfeiffer déclare également que le voile daterait du temps de Jésus et qu'il aurait été placé directement sur le corps de ce dernier, l'image ayant été formée sur le tissu, toujours selon Pfeiffer, par des phénomènes paranormaux. Pfeiffer propose également toute une liste de divers lieux de transit au Moyen-Orient et en Europe jusqu'aux dates avancées par la tradition populaire de l'acquisition du voile. Nombre d'historiens contestent fermement ces déclarations en soulignant que le voile de Manoppello n'aurait aucun lien avec Rome et ne daterait pas du Ier siècle apr. J.-C., mais serait vraisemblablement produit au XVIe siècle.
Le vendredi 1er septembre 2006, le Saint Père Benoît XVI s'est rendu dans les Abbruzes, au sanctuaire de la Sainte Face. Le pape a réalisé ce pèlerinage pour le cinquième centenaire de l'arrivée du voile à Manoppello.

## Description du linge
Le voile mesure 17,5 × 24 cm.
Le textile serait tissé en fibre de byssus (ou soie de mer (en)article Vikidia), un matériau fort prisé depuis l'antiquité et toujours aujourd'hui puisque le mollusque bivalve produisant ces fibres, la grande nacre, est en voie de disparition en Méditerranée, où il est endémique. C'est un filament opalescent très fin, brun doré.

## Études
Le professeur Giulio Fanti, de l'université de Padoue, qui a étudié le voile en 2001, a révélé que « la microscopie montre des substances colorées de remplissage dans divers détails anatomiques ».
D'autres sont enclins à penser que l'image serait acheiropoïète — non fabriquée par la main de l'homme —, hypothèse supposant une origine divine. Saverio Gaeta (it), auteur d'un livre sur le voile, affirme que ce qui semble être des pigments et ceci uniquement dans les petites zones du voile, peut-être dû à « une retouche faite par une personne au Moyen Âge, afin d'accroître l'intensité de l'aspect ». Selon le professeur Don Vittori de l'université de Bari, ayant réalisé en 1997 un examen avec ultraviolet, les fibres du voile ne présentent aucun type de couleur, les observations microscopiques montrant que cette relique n'est ni peinte ni tissée avec des fibres colorées. Avec des techniques photographiques du zoom numérique, l'image serait identique des deux côtés du voile.
Roberto Falcinelli, dans un article de Héra (septembre 2005), a écrit qu'il est « incroyable comment nous continuons à dire et à écrire que sur le voile il ne se trouve aucune trace de pigment lorsque, au lieu de cela, une simple observation microscopique, montre clairement le contraire ». Son avis est qu'il s'agit d'une œuvre picturale du début du XVIe siècle.

## Description de l'image

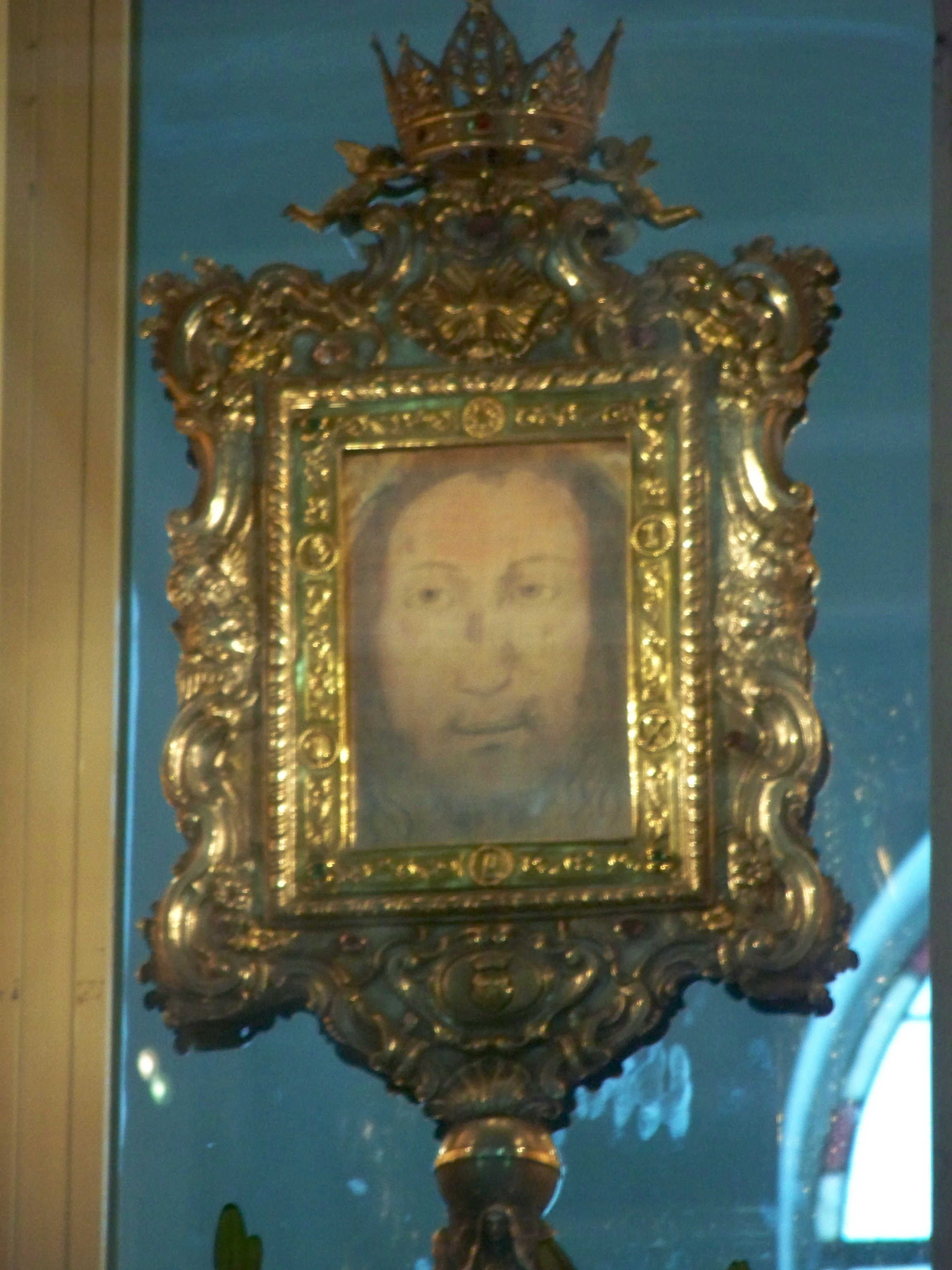

La description de l'image montre sur les deux côtés du voile le visage d'un homme encadré de cheveux avec du sang. Le visage a les yeux ouverts et représente une personne vivante. Le visage est tracé avec précision dans les traits des cheveux et dans les détails. La coloration est intense avec des nuances sur le brun. Les lèvres sont légèrement rosées.
Le front est haut, encadré de cheveux tombant sur les épaules avec des boucles. Les yeux sont bruns et regardent intensément de côté et vers le haut, laissant entrevoir le blanc de l'iris. L'homme porte une moustache clairsemée et une barbe divisée en deux parties (bifide).
Le visage est asymétrique, contusionné, avec un côté enflé. Le front et les lèvres sont mouchetés de rose, évoquant autant de plaies. La joue droite paraît enflée. Le nez est tuméfié et semble cassé. Les narines sont inégales. La barbe est partiellement arrachée par endroits.
Des taches se distinguent et pourraient être interprétées comme du sang, en particulier près de la bouche et du nez.

## Le saint voile et le linceul

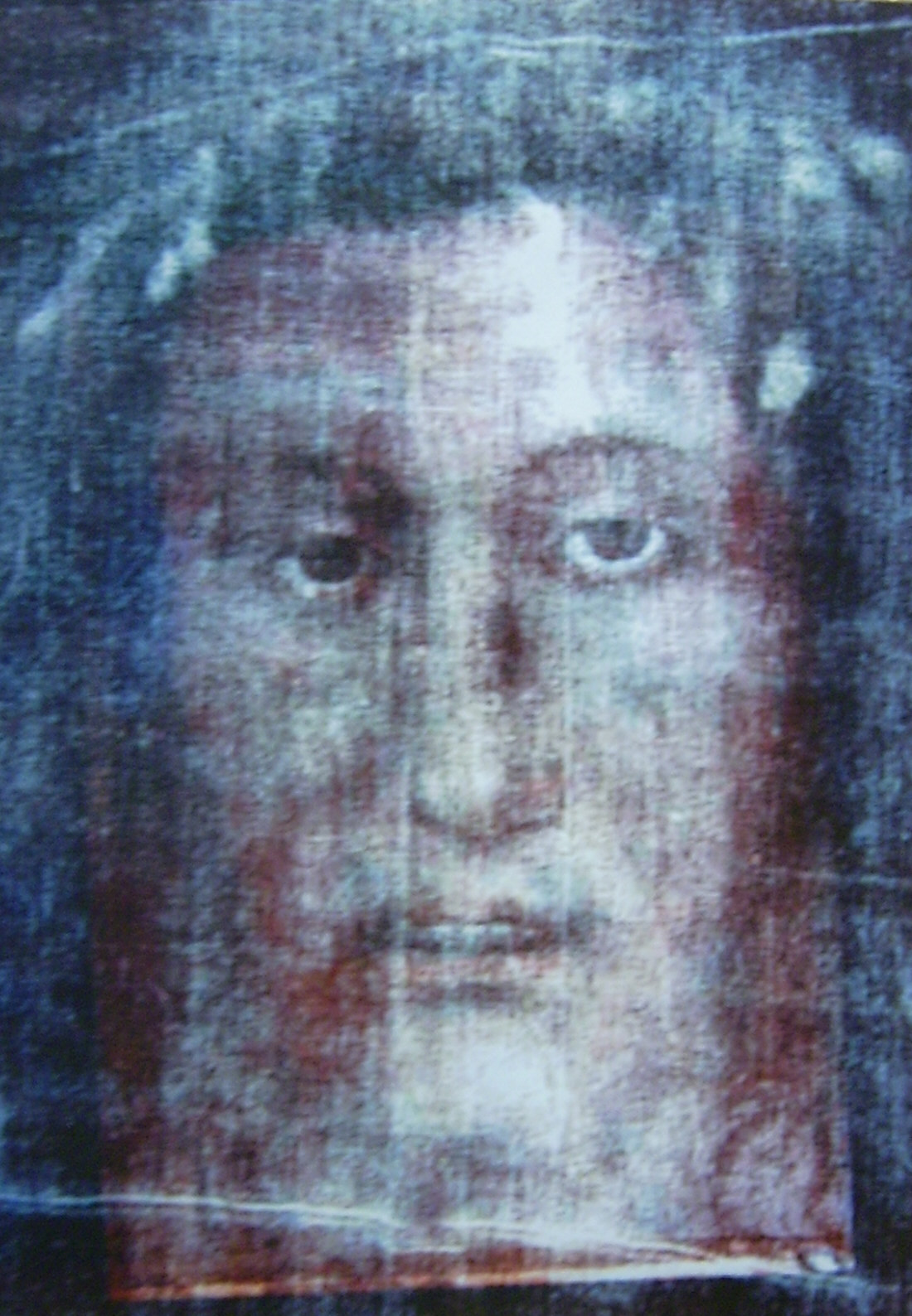
Superposition du voile de Manoppello et du linceul de Turin.

Sur le linceul de Turin et le voile de Manoppello sont inscrites les plaies du visage contusionné, le front et les lèvres mouchetés de rose évoquant autant de blessures, l'enflure de la joue droite, le nez semblant cassé au niveau du cartilage, la barbe partiellement arrachée par endroits, les minuscules taches de sang dues aux épines évoquées dans la Passion.
Le nez mesure dans les deux cas environ huit centimètres. La barbe se divise en deux petites pointes, la partie gauche est plus fournie que la droite.
Le prêtre Enrico Sammarco et sœur Blandina Paschalis Schlömer (de) ont émis l'hypothèse selon laquelle le visage du suaire de Turin et celui du voile de Manoppello seraient identiques, chose hautement contestée par la majorité des experts en la matière.

## Autres images
Selon la tradition, l'image du visage du Christ se serait aussi imprimée durant son chemin de croix sur le voile de sainte Véronique. Cette légende pourrait prendre sa source lorsque le voile était exposé à la dévotion des pèlerins à Rome. Le voile était appelé la veronica (c'est-à-dire la « vraie icône »). La légende de Véronique permettait d'expliquer la formation de l'image.
En 1581, Montaigne a effectué un voyage en Italie, arrivant jusqu'à Rome où il assista à une cérémonie pendant laquelle la « Veronica » était presentée aux fidèles.

« Il ne se voit rien avec si grande révérence, le peuple prosterné à terre, la plupart les larmes aux yeux, avec de ces cris de commisération. . »

Une autre légende rapporte que le roi Abgar d'Édesse fit faire le portrait de Jésus, ce qui est rapporté par saint Jean Damascène : ce portrait est appelé l'« Image d'Édesse » ou Mandylion : 
«  Un récit nous est parvenu par une ancienne tradition, je veux parler d'Abgar, souverain d'Édesse. Enflammé d'amour divin par la renommée du Seigneur, il envoya des messagers pour demander sa visite. Au cas où il s'y refuserait, il ordonna à un peintre d'exécuter son portrait. Sachant cela, celui qui connaît tout et peut tout, prit le tissu et le posa sur son visage ; il y imprima sa propre physionomie. Tout cela est conservé jusqu'à maintenant. »
«  Abgar régnait sur la ville d'Édesse ; il envoya un peintre pour tracer l'image ressemblante du Seigneur ; comme le peintre ne le pouvait pas en raison de l'éclat resplendissant du visage, le Seigneur lui-même appliqua un vêtement à son propre visage divin et vivifiant, il y imprima sa représentation, et il l'envoya à Abgar qui la désirait. »
— Jean Damascène,  Traité des images (750) 
Cette légende prend sa source dans la conversion du roi d'Édesse, Abgar IX, surnommé Abgar le Grand, entre l'an 180 et 192. Septimius Severus devient empereur de Rome en l'an 193. Avec l'intensification des persécutions romaines contre les chrétiens, la discipline du secret est utilisée. Elle consiste à utiliser un langage codé réservé aux initiés.

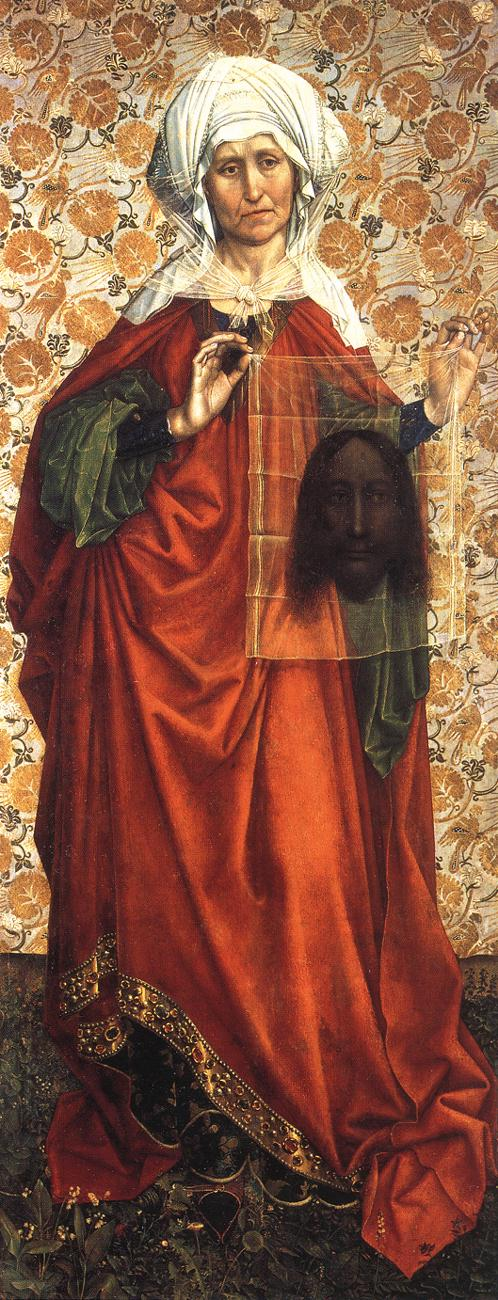
Sainte Véronique par Robert Campin, 1410.
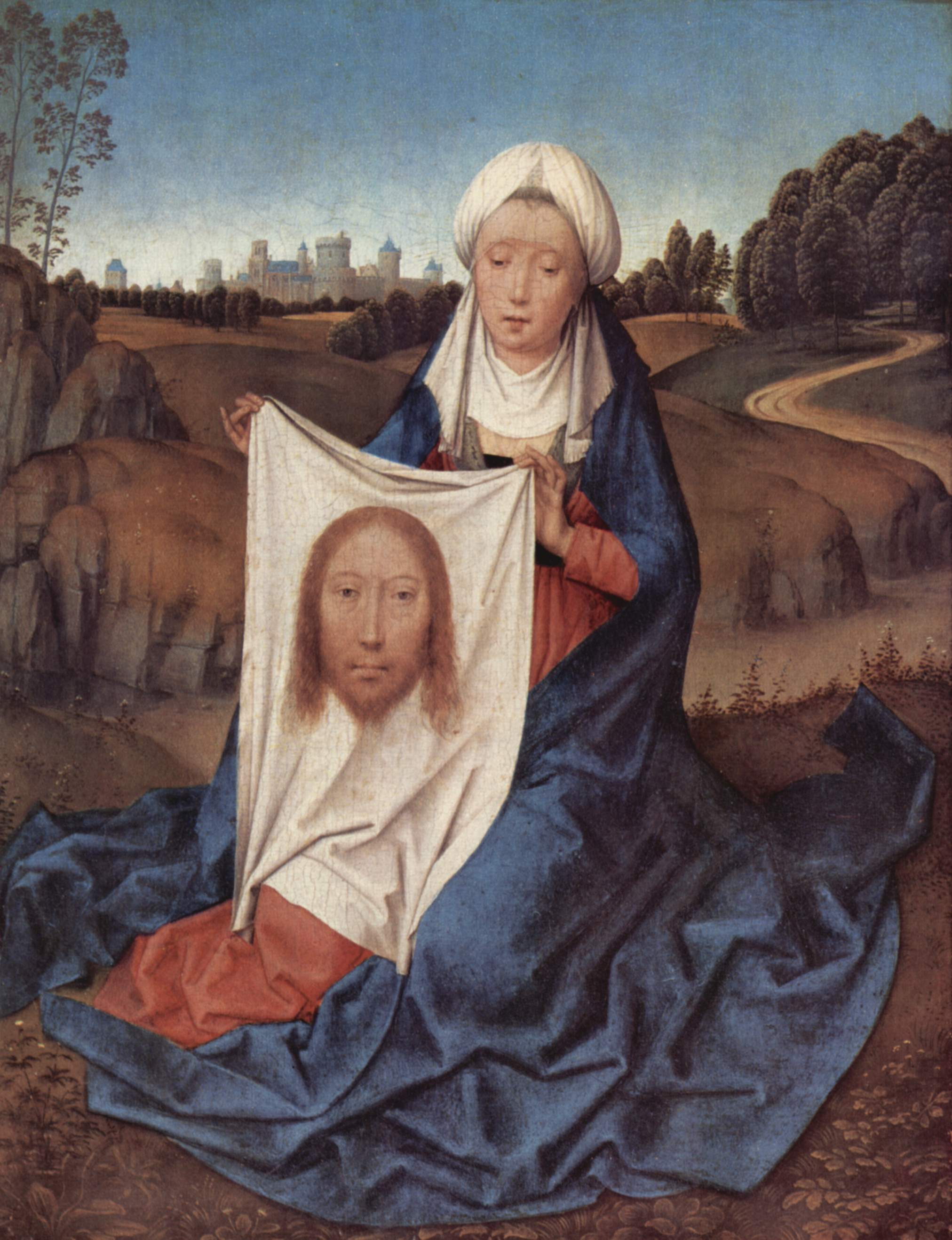
Hans Memling, sainte Véronique.
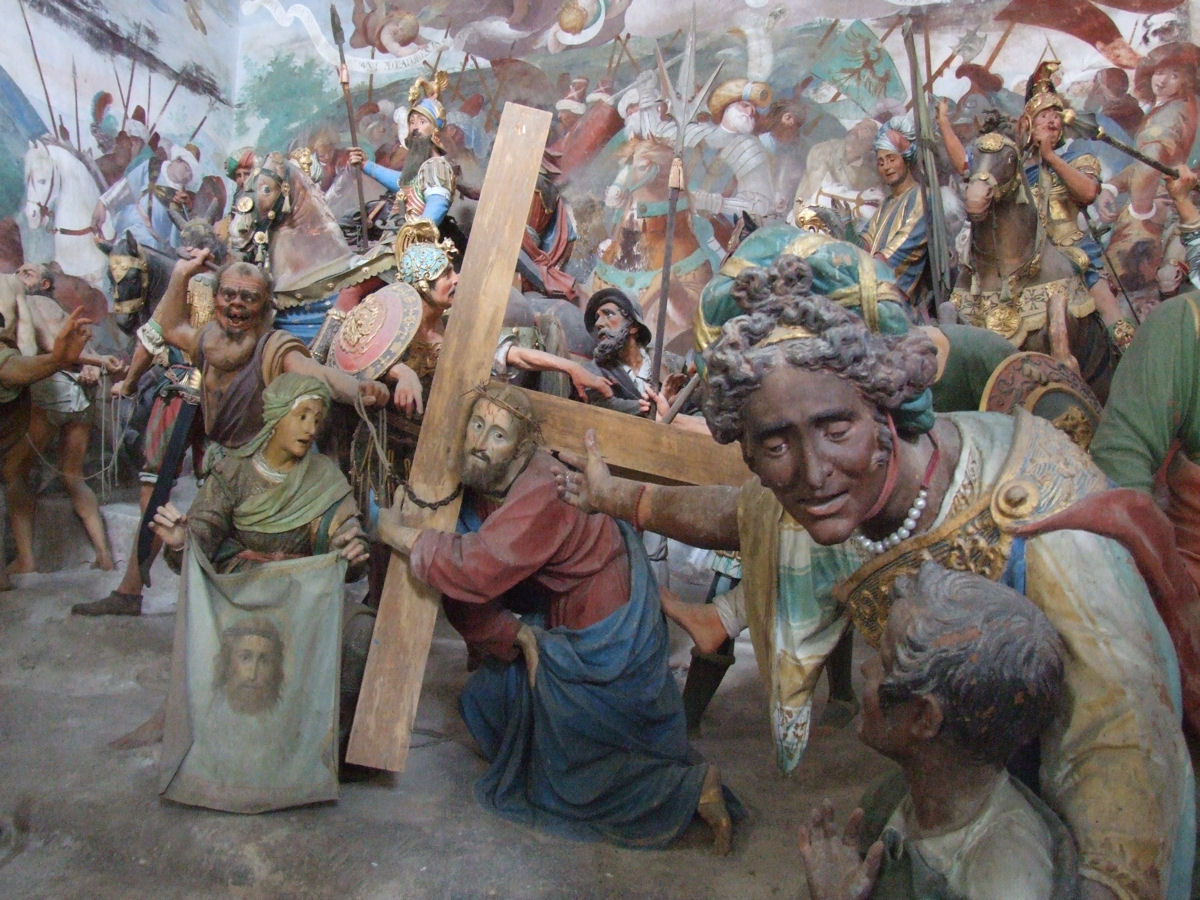
Statues et fresques en argile polychrome montrant le voile, mont Sacré de Varallo.

Le Volto Santo de Lucques, lui, est le visage de bois sculpté (par un ange) du Crucifix de Lucques attribué à saint Nicodème.